# Streptocaulus gracilis
Streptocaulus gracilis är en nässeldjursart som beskrevs av John Fraser 1937. Streptocaulus gracilis ingår i släktet Streptocaulus och familjen Aglaopheniidae. Inga underarter finns listade i Catalogue of Life.